# Broch of Bruernish

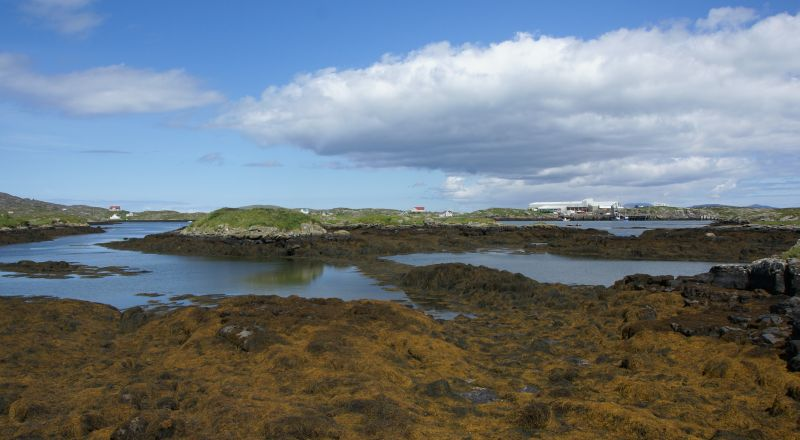
De baai met het eilandje.

De Broch of Bruernish, ook de Broch of Bruairnis genoemd, is een broch, een gebouw uit de IJzertijd, gelegen op een klein eilandje aan de noordzijde van de plaats Bruernish op Barra in de Schotse Buiten-Hebriden.

## Locatie en naam
De broch ligt op een eilandje in de baai, genaamd North Bay of in het Schots-Gaelisch Bay Hirivagh, aan de noordzijde van Bruernish. Het eilandje is alleen bij eb te bereiken via een stenen dam die dan droogvalt. De broch is vernoemd naar de nabijgelegen plaats Bruernish. De naam "Bruernish" komt mogelijk vanuit het Noors, waarbij de naam een samenvoeging is van de woorden "Brú" ("brug", "Bruer" betekent dan mogelijk "bruggen") en "nish" (kaap). Iets ten westen van de broch ligt eveneens een bouwwerk uit dezelfde periode op een eilandje dat ook alleen bereikt kan worden via een dam die droogvalt bij eb.

## Geschiedenis
De Broch of Bruernish is anno 2009 nog niet uitgebreid archeologisch onderzocht. Er wordt melding gemaakt dat Sir Lindsay Scott er onderzoek heeft gedaan, maar de gegevens daarvan lijkt hij niet te hebben gepubliceerd. Hij maakte er wel melding van in een brief die hij aan de archeoloog A. Young stuurde.
Het is waarschijnlijk dat de broch uit de periode van 100 v.Chr. tot 100 na Chr. stamt, aangezien de meeste brochs uit die periode komen. Archeologen nemen aan dat de dam uit dezelfde periode stamt. De archeoloog Young gaf aan dat de Broch of Bruernish uit een andere periode stamde dan Dun Cuier, maar de tijdsdateringen van Young werden later in twijfel getrokken.

## Bouw
De dam die naar het eiland toeloopt is zes meter breed en 70 meter lang. Een dergelijke bouwwijze van een broch op een eiland, dat alleen te bereiken is via een dam, komt men bijvoorbeeld ook tegen bij Dun an Sticir. Er is weinig meer over van de Broch of Bruernish dan een overgroeide ruïne. Beschrijvingen van archeologen die de plaats bezocht hebben wisselen; C.F. Tebbutt gaf aan dat het een rond gebouw betrof, terwijl de eerder genoemde Sir Lindsay Scott aangaf dat het gebouw rechthoekig was. Als Scott gelijk had, dan zou het dus niet om een broch, maar om een dun gaan, aangezien een broch altijd een ronde vorm heeft. De diameter van het gebouw is 19 meter.